# Henri Baels
Henri Louis Baels (Ostend, 18 de enero de 1878 - Knokke, 14 de junio de 1951) fue un político y empresario belga que se desempeñó, entre otros cargos, como Ministro del Interior y Ministro de Obras Públicas de ese país. 
Fue el suegro del rey Leopoldo III de Bélgica, ya que este casó con su hija Lilian Baels. 

## Primeros años
Baels nació el 18 de enero de 1878, en Ostende, Bélgica. Era hijo de Julius Ludovicus Baels (1851-1896) y de Delphina Alexandra Mauricx (1848-1931). Provenía de una familia de armadores. Asistió a la educación secundaria en Ostende, donde fue el impulsor de un sindicato de estudiantes, y obtuvo su doctorado en derecho en la Universidad Católica de Lovaina. En sus primeros días participó activamente en asociaciones de mentalidad flamenca y resultó ser un letrista.
En Lovaina formó parte de la asociación de estudiantes Met Tijd en Vlijt y contribuyó a la revista estudiantil Ons Leven. En 1908 co-firmó el Vertoogschrift, manifiesto dirigido a los obispos y redactado por los Católicos Flamencos cuando el proyecto de ley de Edward Coremans sobre la holandización de la educación secundaria católica fue rechazado en 1907.
Después de sus estudios en Lovaina, se estableció como abogado en Ostende en 1905 . Se especializó en los problemas del transporte marítimo y la pesca. También fundó varias obras de desarrollo sociocultural y un departamento de la Extensión de la Escuela Católica Flamenca y en 1909 se convirtió en miembro del Comité del Segundo Colegio Flamenco. 

## Carrera política
La carrera política de Baels comenzó en 1912 cuando fue elegido consejero de Ostende para los católicos. Reintrodujo el uso del holandés en el consejo municipal de Ostende. Durante la Primera Guerra Mundial permaneció en Reino Unido, donde, junto con Alfons Van de Perre, dio numerosas conferencias para refugiados belgas y se dedicó a ayudar a los pescadores belgas. Mientras tanto, al convertirse en secretario del Consejo Marítimo y del Congreso Internacional de Pesca Marítima, el gobierno belga de Le Havre encargó a Baels la creación de un Concejo Consultivo sobre Pesca, para encargarse de la recuperación de la flota pesquera belga. También colaboró en el diario De Belgisch Standaard, donde pertenecía al grupo moderado de flamencos leales a Bélgica.
Después de la Primera Guerra Mundial, Baels se convirtió en miembro de la Cámara de Representantes de 1920 a 1933. También fue concejal de Ostende desde 1921 hasta 1926. En la Cámara formó parte del Grupo de Cámara Católica Flamenca y pidió amnistía. En el juicio contra Louis Dosfel en 1920, acusado de activismo, Baels vino a rendirle homenaje.
Eventualmente se convirtió en Ministro de Agricultura, luego Ministro del Interior y, finalmente, Ministro de Obras Públicas y Salud Pública . Culminó su carrera política cuando, en 1933, se convirtió en gobernador de Flandes Occidental. Amigo del rey Alberto I de Bélgica, y más tarde igual de cercano a su hijo, Leopoldo III de Bélgica, Baels fue responsable, entre otras importantes iniciativas de la creación del Canal Alberto.
Baels también era gran amigo de Don Marie-Albert van der Cruyssen, abad del monasterio cisterciense de Orval, Bélgica, y tomó la iniciativa de apoyar la restauración del monasterio, un proyecto del abad (quien también fue un héroe condecorado de la Primera Guerra Mundial) había emprendido.

### Gobernador de Flandes Occidental
Fue nombrado gobernador de la Provincia de Flandes Occidental en 1933. En este cargo Henri Baels promovió la democratización de las diversas posibilidades artísticas. Con ese fin, en 1939 dirigió un llamamiento a todas las personas prominentes de Flandes Occidental, pidiendo la creación de una organización sin fines de lucro que promoviera la distribución de obras de arte y libros.
En 1940, durante la Campaña de los Dieciocho Días, Baels intentó comunicarse con el ministro del Interior, Arthur Vanderpoorten, quien, según su información, se encontraba en la costa norte por una serie de asuntos urgentes, con el fin de comunicarle la situación de desorden en la Provincia. Sin embargo, Baels se vio involucrado en un accidente de tránsito y no pudo regresar a Brujas debido a la gran cantidad de refugiados. Debido a que Baels había abandonado Brujas antes de que esta cayera ante el dominio alemán, esto fue interpretado como un caso de abandono del cargo y Vanderpoorten solicitó al rey Leopoldo III que destituyera a Baels como gobernador. Este lo decretó así el 21 de mayo de 1940, pero debido al caos que reinaba en el país, el decreto no fue emitido. Después de su huida, el secretario de gobierno Amand Lommez se convirtió en gobernador en cargado. En agosto de 1940, el ministro del Interior del gobierno de ocupación, Gérard Romsée, designó al nacionalista flamenco Michiel Bulckaert como gobernador de la provincia.
En 1941 Romsée le dio a Baels un título honorífico y un salario, al igual que el resto de gobernadores que habían dejado sus cargos. El 11 de septiembre de 1941, su hija Lilian se casó con el rey Leopoldo III. Mientras tanto, todos los documentos del expediente de Baels en el Ministerio del Interior habían desaparecido del 4 de enero al 3 de mayo de 1940, incluida la orden de acusación y todas las copias certificadas de la misma. Tanto su hija Lilian como Robert Capelle, el secretario del rey, habían solicitado documentos del archivo y no los habían devuelto. Baels permaneció en Francia hasta el final de la Segunda Guerra Mundial, en 1944, cuando regresó a Bélgica y fue rehabilitado en su puesto de gobernador de manera honorífica, por el nuevo Ministro del Interior, Edmond Ronse.

## Vida personal
Baels estaba casado con Anne Marie de Visscher (1882-1950), hijo de Adolphus Gusravus de Visscher y de Alicia Victoria Carolina Opsomer. 
Baels desecendía de personajes ilustres, como el conde Félix de Muelenaere, miembro del Congreso Nacional de Bélgica (que fundó el Reino de Bélgica en 1831) y fue tres veces Ministro de Relaciones Exteriores entre 1831 y 1841. Anne Marie y Henri eran padre de 8 hijos, entre ellos: 
- Mary Lilian Baels  (1916-2002), quien fue la segunda esposa del rey Leopoldo III de Bélgica.[3]
- Lydia Baels (1920-1990) que se casó con Jean-Jacques Cartier, hijo del joyero y banquero Jacques-Théodule Cartier.[4]

Sus otros hijos fueron Elza Baels, Susanne Baels, Ludwina Baels, Walter Baels, Hermann Baels y Henry Baels. 
Baels murió el 14 de junio de 1951 en Knokke, Bélgica.